# Porto Rico nos Jogos Olímpicos de Verão de 2004
Porto Rico competiu nos Jogos Olímpicos de Verão de 2004, em Atenas, na Grécia.

## Desempenho

### Natação
Masculino
| Atleta(s)        | Evento     | Eliminatórias | Eliminatórias | Semifinal | Semifinal | Final       | Final       |
| Atleta(s)        | Evento     | Tempo         | Posição       | Tempo     | Posição   | Tempo       | Posição     |
| ---------------- | ---------- | ------------- | ------------- | --------- | --------- | ----------- | ----------- |
| Ricardo Busquets | 50 m livre | 22s45         | 12º Q         | 22s52     | 15º       | Não avançou | Não avançou |